# Nord Stream
Le Nord Stream est un système de deux gazoducs reliant la Russie à l'Allemagne en empruntant la mer Baltique.
Les travaux du gazoduc Nord Stream 1 (anciens noms : North Transgas et North European Gas Pipeline : NEGP), issu d’un projet lancé en 1997, ont démarré fin 2005 pour se terminer en 2011 avec une mise en service effective en 2012.
Les travaux du gazoduc Nord Stream 2, destiné à doubler la capacité de transport de gaz, ont commencé en avril 2018. Ils ont ensuite été interrompus en décembre 2019 du fait de l’opposition et des sanctions des États-Unis contre la Russie, mais reprennent en 2021 et sont terminés en septembre 2021.
Le 22 février 2022, à la suite de la reconnaissance par la Russie de l'indépendance de deux républiques autoproclamées en Ukraine, le chancelier Olaf Scholz suspend le processus de certification du projet de gazoduc. Le 1er mars 2022, la société Nord Stream 2 SA dépose son bilan, à la suite des sanctions décidées par l'Allemagne, l'Union européenne et les États-Unis en réaction à l'invasion de l'Ukraine par la Russie. Le 2 septembre 2022, Gazprom annonce, après plusieurs réductions et interruptions du transit pendant l'été, le report sine die du redémarrage du gazoduc Nord Stream 1.
Le sabotage des gazoducs Nord Stream a lieu le 26 septembre 2022 en mer Baltique.

## Nord Stream 1

### Dispositif technique

#### Section terrestre en Russie
La construction de la section terrestre russe commence le 9 décembre 2005 dans la ville de Babaïevo (à environ 400 km à l’est de Saint-Pétersbourg, dans l’oblast de Vologda). La section terrestre en Russie fonctionne de Griazovets (à environ 550 km à l’est de Saint-Pétersbourg et 350 km au nord de Moscou, dans l'oblast de Vologda) à la station côtière de compression de Vyborg. La longueur de cette section est de 917 kilomètres, le diamètre de la canalisation est de 1 420 millimètres avec une pression d'utilisation d'environ 100 bars, qui est régulée par six stations de compression. La section terrestre russe fournit également le gaz à la région nord-ouest de la Russie (Saint-Pétersbourg et oblast de Léningrad). Elle est construite et gérée par la société russe Gazprom.

#### Section de la mer Baltique
La section en mer de la canalisation fonctionne de la station de compression de Vyborg au compartiment de Portovaïa au fond de la mer Baltique vers Lubmin (près de Greifswald) en Allemagne, et a une longueur totale de 1 224 kilomètres. De ceux-ci, 22 kilomètres fonctionnent dans les eaux territoriales russes, 96 kilomètres dans la zone russe, 369 kilomètres dans la zone finlandaise, 482 kilomètres dans la zone suédoise, 149 kilomètres dans la zone danoise, 33 kilomètres dans la zone allemande et 33 kilomètres dans les eaux territoriales allemandes. Le projet est d'établir deux gazoducs parallèles d'une capacité de 27,5 milliards de mètres cubes par an.
Le diamètre du gazoduc est de 1 220 millimètres, l'épaisseur de la paroi de 38 millimètres et la pression d'utilisation de 220 bars. Il y a une plateforme de service dans la zone suédoise, à 90 kilomètres au nord-est de l'île de Gotland. La construction du gazoduc a coûté environ six milliards d'euros, la section en mer est construite et maintenue par Nord Stream AG, une compagnie commune de Gazprom russe (51 %), et des sociétés allemandes BASF et E.ON (chacun à hauteur de 24,5 %).
Le groupe Nord Stream maintient (fin octobre 2007) qu'il est le meilleur du point de vue économique, environnemental et technique. Selon lui, le fond de la Baltique de la zone suédoise économique a été étudié « en détail », et il n'y aurait pas d'indices de présence de munitions immergées sur le tracé. Selon le ministre suédois de l'Environnement, un tracé plus à l'est serait plus « sûr » pour l'environnement. Il craint notamment que les travaux sous-marins ne se heurtent à un des nombreux dépôts de « mines, armes chimiques et déchets chimiques » ou de munitions conventionnelles. Des décharges sous-marines de ce type sont nombreuses en mer Baltique où l'environnement s'est fortement dégradé, avec l'apparition notamment de zones mortes.[source insuffisante]
La Pologne et les pays baltes ont également invoqué l'argument écologique et le surcoût de construction sous-marine pour critiquer le projet, mettant préférentiellement en avant le doublement de la canalisation Yamal-Europe. Derrière cette critique, de nombreux observateurs perçoivent l'inquiétude de la Pologne :
- d'un point de vue énergétique, ce pays craint d'être écarté des principaux axes énergétiques européens[4] ; cette crainte serait justifiée par le précédent des conflits gaziers russo-ukrainiens ;
- d'un point de vue financier, la Pologne craint de subir un manque à gagner important compte tenu de l'absence de redevances dues au passage de l'infrastructure (la hausse de ces redevances ayant déjà été une source de tensions[5]entre Pologne et Russie ;
- d'un point de vue politique, enfin, la Pologne craint d'être marginalisée entre ses deux voisins allemand et russe, ce qui a conduit notamment le ministre de la Défense Radek Sikorski à faire une comparaison entre cette décision d'implantation et le Pacte germano-soviétique[6].

Le projet de gazoduc Baltic Pipe (en) reliant la Pologne au gaz de la Norvège en passant par le Danemark et dont la construction débute en mai 2020 et qui devrait être achevé en 2022 pourrait toutefois diminuer les appréhensions polonaises quant aux conséquences géopolitiques de Nord Stream 2.

#### Section en Europe occidentale
La section en Europe occidentale inclut deux gazoducs de transmission en Allemagne. La route sud (gazoduc OPAL) fonctionnera de Greifswald à Olbernhau près de la frontière germano-tchèque. Elle reliera le Nord Stream au gazoduc JAGAL (en) (relié au gazoduc Yamal-Europe), et au gazoduc STEGAL (en) (relié à l'itinéraire russe de transport de gaz par l'intermédiaire des républiques tchèques et slovaques). La route occidentale (gazoduc NEL) fonctionnera de Greifswald à Achim, où elle sera reliée au gazoduc Rehden-Hambourg. Le gazoduc MIDAL (en) sera raccordé à celui de Greifswald-Bunde. La livraison supplémentaire de gaz vers le Royaume-Uni sera effectuée par le raccordement prévu entre Bunde et Den Helder, et de là par l'interconnecteur en mer Balgzand-Bacton (Balgzand Bacton Line (en) ou BBL).

### Sources de gaz naturel
La source principale de gaz naturel pour le Nord Stream est le gisement de Ioujno-Rousskoïe (en), près de Krasnoselkoup (en), dans l'oblast de Tioumen. Le permis pour exploiter ce gisement a été attribué à Severneftgazprom, filiale de Gazprom (BASF et E.ON en sont des actionnaires minoritaires). Les réserves du gisement sont estimées à 700 milliards de mètres cubes de gaz naturel. La capacité de production prévue est d'environ 25 milliards de mètres cubes par an.
Le Nord Stream peut être alimenté, en outre, par des gisements en péninsule de Yamal, compartiment d'Ob-Taz[réf. nécessaire]. 
Gazprom indique également que la majorité du gaz produit au gisement de Chtokman serait vendue à l'Europe par l'intermédiaire du Nord Stream[réf. nécessaire].

### Histoire

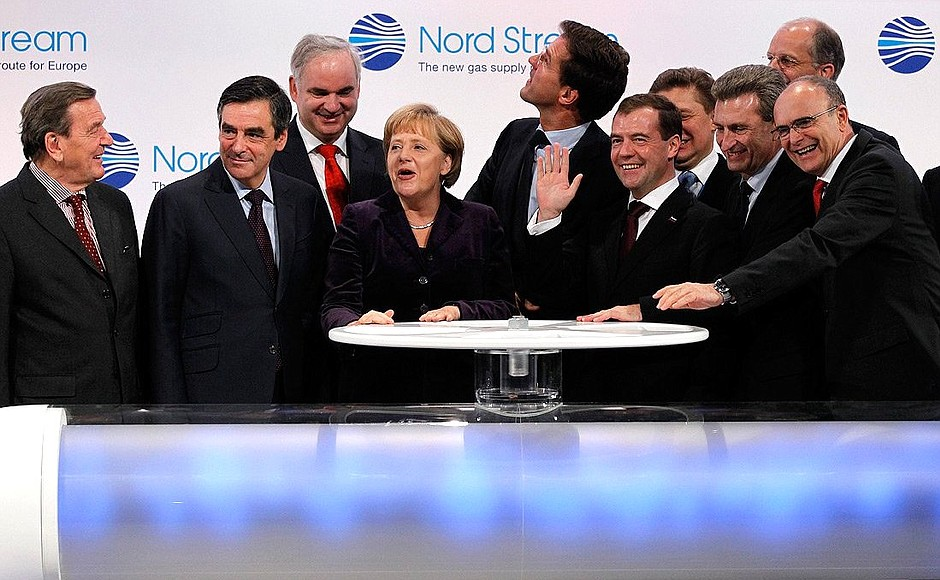
Inauguration de Nord Stream 1 le 8 novembre 2011 à Lubmin. De gauche à droite : Gerhard Schröder, François Fillon, Johannes Teyssen, Angela Merkel, Mark Rutte, Dmitri Medvedev, Alexeï Miller, Günther Oettinger, (alors PDG de BASF), Erwin Sellering.

Le projet est lancé en 1997 par Gazprom et la compagnie finlandaise Neste (plus Fortum), constituant la compagnie North Transgas Oy, pour la construction et l'exploitation d'une canalisation de gaz de Russie vers le Nord de l'Allemagne à travers la mer Baltique. L'associé allemand de ce projet est Ruhrgas (devenu E.ON). En avril 2001, Gazprom, Fortum, Ruhrgas et Wintershall adoptent un rapport sur l'étude de faisabilité commune de la canalisation. Le 18 novembre 2002, le comité de gestion de Gazprom approuve un programme d'exécution du projet. En mai 2005, Fortum se retire du projet et vend sa participation de 50 % dans North Transgas à Gazprom. Le 8 septembre 2005, Gazprom, BASF et E.ON signent un accord de base sur la construction du gazoduc. Le 30 novembre 2005, Nord Stream AG est constitué à Zoug, en Suisse. Le 9 décembre 2005, Gazprom lance la construction de la section terrestre du gazoduc en Russie.
Fin octobre 2007, la Russie confirme renoncer à faire passer la seconde tranche du gazoduc Iamal-Europe par la Biélorussie.
Le gouvernement de Gerhard Schröder se porte garant d'un crédit d'un milliard d'euros proposé par les banques Deutsche Bank et KfW à Gazprom pour la construction de ce gazoduc germano-russe en mer Baltique.
Peu après avoir cédé le pouvoir à Angela Merkel, l'ancien chancelier Gerhard Schröder est engagé par Gazprom pour présider le conseil de surveillance du consortium germano-russe chargé de construire ce gazoduc, dont Gazprom détient 51 %. Fin 2009, les autorités allemandes compétentes approuvent la construction du gazoduc. L'administration minière de la ville de Stralsund (port balte) donne son accord, ainsi que l’Agence fédérale maritime et hydrographique allemande.
Le tronçon sous-marin est achevé en mai 2011. Il est inauguré le 6 septembre 2011 en présence de Vladimir Poutine, alors Premier ministre. Sa mise en service est effective en 2012.
Afin de réaliser le projet, les actionnaires ont fondé la compagnie Nord Stream AG. Son capital est modifié pour finalement être réparti entre le Russe Gazprom (51 %, sans changement), et les Allemands Wintershall Holding et E.ON Ruhrgas (15,5 % chacun), le Néerlandais Gasunie et le Français GDF Suez (9 % chacun).

## Nord Stream 2

### Technique et financement
Sur le plan technique et financier : le projet Nord Stream 2 consiste en deux lignes de gazoduc longeant le premier existant, Nord Stream, et reliant la Russie à l'Allemagne via la mer Baltique, après un trajet sous l'eau de 1 230 km. 
En mer, 68 km de tuyaux ont été posés dans les eaux territoriales allemandes ; à l'autre bout, depuis le port de Oust-Louga en Russie, 800 km ont été posés en 2019, et les travaux en mer avancent à raison de trois kilomètres par jour. 
Cette nouvelle conduite sous-marine va disposer d'une capacité de 55 milliards de mètres cubes pour un coût estimé à huit milliards d'euros, financés pour moitié par Gazprom et par cinq compagnies européennes, chacune apportant 950 millions d'euros ; à son arrivée, le gaz devra être comprimé à 200 bars avant son acheminement vers le marché européen. 
Gazprom pourrait ainsi répondre à la demande croissante de gaz en Europe, évaluée à 120 milliards de mètres cubes supplémentaires en 2035.

### Historique

#### Genèse du projet d'extension
Nord Stream AG lance en août 2012 des investigations pour évaluer la faisabilité de la construction d'une troisième, voire d'une quatrième ligne du gazoduc, et dépose pour cela des demandes d'autorisation auprès de la Finlande et de l'Estonie.
En octobre 2012, Gazprom conclut dans une étude préliminaire que son projet d'extension de Nord Stream est économiquement et techniquement faisable, avec deux lignes dont l'une irait directement alimenter le Royaume-Uni ; la capacité annuelle totale serait de 27,5 milliards de mètres cubes[réf. souhaitée].
En 2014, Gazprom annonce une révision du projet du fait de la baisse des prix du gaz, puis en décembre 2014, la suspension du projet d'extension, la capacité existante de Nord Stream s'avérant suffisante pour un marché déprimé ; une situation politique « compliquée » est également évoquée.
En juin 2015, Gazprom conclut une alliance stratégique avec Shell, E.ON et OMV pour construire deux nouveaux gazoducs Nord Stream sous la Baltique vers l'Allemagne, d'une capacité de 55 milliards de mètres cubes. L'accord avec Shell prévoit également des échanges d'actifs et la construction d'une extension du terminal LNG de Sakhaline.

##### Premiers obstacles européens
Sur le plan politique : le chantier a commencé en avril 2018. Mais le projet s'est d'abord heurté à une vive opposition des pays de l'Est, menés par la Pologne. Gazprom et ses partenaires européens du projet Nord Stream 2, le français Engie, l'anglo-néerlandais Shell, l'autrichien OMV, les allemands Uniper (groupe E.ON) et Wintershall (groupe BASF), ont annoncé le 12 août 2016 avoir renoncé à créer une coentreprise pour mener à bien ce chantier, après un avis défavorable de l'autorité de la concurrence polonaise, qui considère que l'opération « pourrait conduire à une restriction de la concurrence et renforcer davantage la position de négociation de Gazprom, géant énergétique qui jouit déjà d'une position dominante en ce qui concerne la transmission de gaz à la Pologne ». Gazprom et ses partenaires sont à l'inverse convaincus de la nécessité de ce projet pour le système énergétique européen et les alliés européens du groupe russe vont étudier individuellement d'autres alternatives pour y contribuer. Selon eux, l'abandon de leur coentreprise « n'aura pas d'impact sur la poursuite (…) de la construction du gazoduc Nord Stream 2, selon les délais prévus ».

##### Obstacles américains
Le Sénat des États-Unis adopte le 15 juin 2017 un projet de loi menaçant d'amendes, de restrictions bancaires et d'exclusion aux appels d'offres américains les sociétés européennes qui participeraient à la construction de gazoducs russes ; ce texte doit encore être approuvé par la Chambre des représentants des États-Unis et promulgué par le président américain. Les cinq groupes gaziers européens engagés dans le projet Nord Stream 2 sont directement menacés par ce projet de loi : le français Engie, l'anglo-néerlandais Shell, les allemands Uniper et Wintershall et l'autrichien OMV. Le département d'État des États-Unis publie fin octobre 2017 une note précisant que les sanctions ne s'appliqueraient pas aux accords d'investissement et de prêt décidés avant le 2 août 2017 ; le montage financier de Nord Stream 2, bouclé en avril 2017, sera donc exclu des sanctions ; mais le projet doit encore recueillir l'accord des États dans les eaux territoriales desquels passera le gazoduc ainsi que l'aval de la Commission européenne. La Finlande, la Suède et l'Allemagne ont donné leur accord ; seul le Danemark résiste et a demandé — en vain — à l'entreprise d'étudier la possibilité d'un troisième tracé pour le gazoduc dans son espace économique.
Au sommet de l'OTAN du 11 juillet 2018, le président américain Donald Trump met en cause l'Allemagne « prisonnière » de la Russie à cause du projet de gazoduc Nord Stream 2 et exige son abandon. La Chambre des représentants américaine vote le 11 décembre 2018 une résolution qui pourrait permettre au président américain de prendre des mesures contre le secteur pétrolier et gazier russe.
Le 21 décembre 2019, Donald Trump signe la loi votée par le congrès contraignant le président des États-Unis à adopter des sanctions contre les entreprises participant au projet.
L’entreprise suisse Allseas (en) suspend sa participation au projet après réception d’une lettre adressée à son directeur général, Edward Heerema, par les sénateurs américains Ted Cruz et Ron Johnson, deux architectes des sanctions. La lettre précise que la poursuite des travaux « même pour une seule journée » exposerait l'entrepreneur à des « sanctions juridiques et économiques dévastatrices et potentiellement fatales » ; les sanctions prévoient la saisie des avoirs du contracteur sur le territoire des États-Unis, l’interdiction d’y opérer et la révocation des visas de ses dirigeants.
En mai 2019, le département de l'Énergie des États-Unis (DOE) rebaptise le gaz naturel liquéfié « molécules de la liberté américaine ». Le secrétaire adjoint aux énergies fossiles, Steven Winberg, déclare que l’annonce souligne « l’engagement » de l’administration en faveur du programme d'exportation.
En réaction aux mesures américaines, Ulrike Demmer (de), porte-parole d’Angela Merkel, déclare qu’elles « affectent des sociétés allemandes et européennes et constituent une ingérence dans nos affaires intérieures ».
Maria Zakharova, porte-parole de la diplomatie russe, déclare pour sa part qu’« un État avec une dette publique de 22 000 milliards de dollars interdit à des pays solvables de développer leur économie réelle », dénonçant « l’idéologie américaine [qui] ne supporte pas la concurrence mondiale ».

##### Alternatives: Akademik Tcherski
Les sanctions des États-Unis ont retardé les travaux. Selon Vladimir Poutine, Gazprom dispose de deux navires capables de se substituer à AllSeas et le gazoduc pourrait commencer à fonctionner fin 2020 ou début 2021. L'un des deux est l’Akademik Tcherski. Selon une source diplomatique européenne, les navires russes cités par Vladimir Poutine sont trop petits et situés dans des ports trop éloignés pour être rapidement opérationnels. Toujours est-il que l'Akademik Tcherski fait route depuis février depuis Nakhodka vers la Mer Baltique. Il est protégé par des navires de guerre de la Marine russe. Le 5 mai 2020 l'Akademik Tcherski arrive à Kaliningrad.

#### Cadre réglementaire

##### Directives gazières européennes
Les derniers amendements des directives gazières de l'Union européenne du 8 février 2019 exigent que les gazoducs maritimes entrant dans les pays de l'UE respectent les exigences de séparation des activités de fournitures et de transport de gaz vers des pays tiers. Nord Stream 2 appartenant à 100 % à Gazprom, les exigences de la directive ne sont donc pas remplies. Si le projet avait été construit avant le mois de mai 2019, il aurait évité les exigences de la directive. Le Parlement allemand a adopté fin 2019 pour parer à cet obstacle dans l'urgence, une loi repoussant le délai d'introduction de la directive au 24 mai 2020. Cela donnait un délai confortable à Gazprom pour terminer le chantier. Mais les sanctions américaines de décembre 2019, contre les entreprises fournissant des services dans le cadre des travaux relatifs à ce Gazoduc, ont arrêté le chantier à 160 km du port allemand (Greifswald) où il doit terminer sa course. Il est donc évident que le navire Akademik Tcherski n'aura pas le temps de terminer le gazoduc pour cette date alors qu'il vient d'arriver dans la mer Baltique le 3 mai 2020. L'opérateur a déjà annoncé qu'il contesterait devant le tribunal de Düsseldorf un avis défavorable du régulateur chargé de décider si oui ou non les exigences de la directive de l'UE sont d'application. Ce régulateur examine en ce moment le dossier, écoute les parties intéressées et doit se prononcer le 8 mai prochain . L'argument présenté par Gazprom au régulateur est que l'établissement du projet de gazoduc a été réalisé avant que la norme européenne soit d'application.
L'arrivée du navire-grue russe Akademik Tcherski à Kaliningrad, à proximité du chantier sous-marin du gazoduc au début du mois de mai 2020, suscite des réactions en Pologne. C'est le navire avec lequel Gazprom compte terminer les conduits de gaz vers l'Allemagne comme l'avait annoncé le ministre russe de l'énergie Alexandre Novak en décembre 2019. Mais le gouvernement russe ne veut pas d'escalade dans le conflit avec les États-Unis à propos de cette affaire.
Le risque subsiste que l'Union européenne contraigne l'Allemagne à mettre les dispositions de la législation nationale en conformité avec la directive européenne. Mais cela prendra du temps et seule la Commission européenne peut déposer une telle plainte. La Pologne n'a pas ce droit. Compte tenu du poids de l'Allemagne dans l'UE il est peu probable que la Commission européenne dépose une telle plainte. Par ailleurs l'examen d'une telle poursuite prendra un an et demi. La Cour de justice de l'Union européenne peut par contre prendre des mesures provisoires, comme limiter l'utilisation du gazoduc à 50 % de sa capacité. Mais elle devrait prouver dans ce cas les conséquences négatives de l'utilisation du gazoduc à pleine capacité.
L'Akademik Tcherski est à l'ancre à Sassnitz, mais ce navire-grue n'a jamais été utilisé dans aucun type d'opérations de pose de tuyaux et il reste bien des problèmes potentiels à résoudre. Les États-Unis pourraient aussi, une nouvelle fois, intervenir comme ils l'ont fait en décembre 2019 en édictant une série de nouvelles sanctions. Selon Euractiv, il semble improbable que les États-Unis frappent financièrement les majors européennes soutenant le projet. Mais il se pourrait que le Congrès américain envisage d'appliquer d'autres sanctions sectorielles et frappe certaines sphères critiques du travail de pose et/ou de mise en service des tuyaux. Toutefois, les travaux restants dans la section allemande pourraient encore être effectués par d'autres navires, car cette partie du gazoduc en Allemagne ne relève pas des sanctions.

##### Décision du régulateur
Le 14 mai 2020, est communiquée la décision de l'agence allemande de réseau BNA de rejeter la demande de Nord Stream 2 en vue de bénéficier de l'exemption des exigences de la directive sur le gaz de l'Union européenne. Le régulateur chargé du dossier juge peu convaincants les arguments de l'opérateur Gazprom qui consistent à dire que le projet représente des investissements d'un milliard de dollars qui datent d'avant l'adoption des nouvelles règles de la directive de l'UE. Techniquement, selon le régulateur, le projet devait être achevé le 23 mai 2019. Cela signifie que Nord Stream 2 ne pourra pas être lancé à pleine capacité quand il sera achevé. Nord Stream 2 examine la décision du régulateur et étudie les mesures destinées à protéger ses droits devant les tribunaux. L'opérateur Gazprom n'est pas d'accord avec la décision du régulateur et affirme que le gazoduc était achevé en matière de fonctionnalité économique le 23 mai 2019,.

##### La Cour de justice européenne déboute Nord Stream 2
Le 20 mai 2020, la cour de justice de l'Union européenne a décidé de ne pas examiner sur le fond les requêtes de l'opérateur Nord Stream 2 en vue de voir annuler la nouvelle directive européenne, ceci pour cause d'irrecevabilité de l'action en justice entreprise. Dans la motivation de son arrêt, la Cour précise que North Stream 2 n'est pas individuellement concernée par l'application de la nouvelle règlementation et la directive 2019/692. Celle-ci vise non le seul projet Nord Stream 2, mais un cercle restreint identifié ou identifiable d'opérateurs. La Cour ne rejette pas la demande sur le fond mais sur sa recevabilité. Pour obtenir l'annulation de la directive, il faudrait que le plaignant prouve qu'elle affecte directement ses droits et ses obligations et de manière discriminatoire. Comme ce n'est pas le cas, la Cour déclare la plainte irrecevable. Elle renvoie Nord Stream 2 aux autorités allemandes qui peuvent accorder ou non des dérogations. Les avocats chargés de défendre les intérêts du groupe gazier considèrent qu'un appel est possible mais que, dans la majorité des cas, l'appel pour les mêmes motifs sera déclaré irrecevable.
L'extension de la directive européenne au projet Nord Stream 2 obligerait l'opérateur à modifier complètement sa structure juridique et opérationnelle, à renégocier les contrats de transport du gaz ou à vendre le gazoduc à une entité juridique distincte de Gazprom, cette dernière étant propriétaire à 100 % de la société suisse Nord Stream 2. Cela affaiblirait considérablement la base de financement du projet selon ses dirigeants,.

#### Chantier à l'épreuve des sanctions américaines

##### Pressions américaines
À l'occasion de la fin de sa mission, l'ambassadeur des États-Unis en République fédérale allemande Richard Grenell rencontre des députés et sénateurs allemands et expose les possibilités de nouvelles sanctions en vue d'empêcher la construction du gazoduc Nord Stream. Une de ces possibilités, signalée par le Handelsblatt du 23 mai 2020 , est selon l'ambassadeur, la menace de sanctions américaines des entreprises qui utilisent des équipements spéciaux pour entretenir le gazoduc. Des sanctions contre les clients du gaz russe sont également discutées à Washington.
Pour le gouvernement fédéral, la pression énorme due à la pandémie du COVID est un moment inopportun pour se lancer dans des escalades de sanctions extraterritoriales. Gazprom en tant que développeur du projet renvoie à la Commission européenne et considère ces sanctions comme une violation du droit international. Pour achever le gazoduc, Gazprom doit encore réaliser 150 km dont la plupart se trouvent dans les eaux territoriales danoises. Il est difficile de dire pour le moment à quel rythme la construction pourrait progresser. Le bateau poseur des canalisations, l'Akademik Tcherski, est sur place à Mukran (Sassnitz). Il a été amélioré techniquement au cours des derniers mois. 
Toutefois, les autorités danoises exigent que l'Akademik Tcherski soit accompagné d'un système de positionnement dynamique qui puisse approcher le plus précisément possible le tracé du gazoduc. L'Akademik Tcherski dispose d'un tel système mais les autorités danoises exigent qu'un navire pose les tuyaux et qu'un autre vérifie les positionnements. Encore faut-il qu'un tel navire puisse travailler en grande profondeur. La pression américaine est devenue plus forte, expose le Handelsblatt du fait que la baisse des prix du marché mondiaux du gaz rend la vente de gaz par fracturation américain à l'Europe plus difficile. Selon Nicholas Burns, cité par le Handelsblatt, ancien diplomate américain, il s'agit de la crise la plus grave dans les relations transatlantiques germano-américaines de ces dernières années. De chaque côté des parties en présence, les motivations et les avis ne font pas toujours l'unanimité : aux États-Unis entre les Démocrates et les Républicains et en Allemagne entre les Verts hostiles au projet qui sont rejoints par certains partis et les groupes de la CDU qui stigmatisent la présence de l'ancien chancelier Gerhard Schröder à la tête de Gazprom depuis sa démission de la chancellerie en 2005. Gazprom reste discret quant aux solutions éventuelles envisageables.
Le ministre russe des affaires étrangères, Sergueï Lavrov, a souligné à plusieurs reprises en mai 2020 que les obstacles posés en Europe à l'avancement du projet entraineront une hausse du prix du gaz pour les citoyens de l'Union Européenne. Selon lui, cette hausse rendra le prix du gaz naturel liquéfié et du gaz de schiste américain plus compétitif. M. Lavrov reste toutefois persuadé que le projet Nord Stream 2 sera mis en œuvre.
Selon l'agence Bloomberg News, un groupe bipartisan de sénateurs des États-Unis a dévoilé le 3 juin 2020 un nouveau projet qui étendrait les sanctions contre le gazoduc russe Nord Stream 2 aux compagnies d'assurance couvrant les navires ou les entreprises qui travaillent sur Nord Stream 2,.
Le projet d'extension des sanctions américaines est perçu comme une « intervention dans la souveraineté européenne, que nous rejetons » selon Niels Annen (SPD), secrétaire d'État au Ministère des Affaires étrangères. Le projet de sanctions doit encore être voté par les deux chambres, ce qui ne devrait se heurter à aucun obstacle, car ce sujet fait partie des rares domaines où existe un consensus. La sénatrice démocrate Jeanne Shaheen tient à empêcher « la Russie d'étendre secrètement son influence néfaste sur toute l'Europe » ; selon elle, Nord Stream 2 menace « l'Ukraine, l'indépendance énergétique de l'Europe et donne à la Russie la possibilité d'exploiter nos alliés ». À l'inverse, le consortium Nord Stream 2 AG soutient que « les efforts pour empêcher ce projet montrent un clair mépris pour le consommateur européen, qui paiera des milliards de plus si ce gazoduc n'est pas achevé ». Joachim Pfeiffer, porte-parole de la politique économique de la CDU au Bundestag, dénonce « un acte hostile contre des alliés » et nie le risque d'une dépendance accrue envers la Russie. Klaus Ernst (die Linke), président du Comité économique du Bundestag, trouve « insupportable que la politique américaine cherche à imposer illégalement ses propres intérêts économiques contre les entreprises européennes ».
Si la proposition de loi soutenue par d'influents sénateurs républicains et démocrates est adoptée, toutes les entreprises impliquées directement ou indirectement seraient potentiellement frappées, soit quelque 120 sociétés d'une douzaine de pays, selon Nord Stream, en particulier des ports, des entreprises de services maritimes ou des assureurs. Les sanctions seraient même rétroactives, à compter de décembre 2019. Angela Merkel déclare le 1er juillet devant le Bundestag : « Le type de sanctions extraterritoriales imposé par les États-Unis ne correspond pas à notre conception de la loi. Nous devons néanmoins admettre que le processus de construction [du gazoduc] devient plus difficile ». Josep Borrell, le haut représentant de l'Union européenne pour les affaires étrangères, déclare que les sanctions sont « inacceptables et contraires au droit international » et que l'Union européenne examine « l'adoption d'un mécanisme de sanctions renforcé » en rétorsion à ce type de mesures extraterritoriales.
En août 2020, le groupe d'énergie allemand Uniper, l'un des financeurs du projet de gazoduc Nord Stream 2, s'inquiète dans son rapport financier trimestriel de l'échec possible du projet face à la montée des menaces de sanctions américaines ; il classe le projet dans la catégorie des « risques significatifs ». Le ministre allemand des Affaires étrangères Heiko Maas déclare le 10 août avoir exprimé son « mécontentement » à Mike Pompeo à la suite des menaces de sanctions financières visant Sassnitz, sur l'île de Rügen ; dans une lettre envoyée la semaine précédente par trois sénateurs américains, ce port de la Baltique se voit menacé de « destruction financière » si l'Allemagne ne cessait pas immédiatement de participer au projet de gazoduc.
La proposition de loi de trois sénateurs républicains menés par Ted Cruz a de bonnes chances d'être adoptée à l'automne 2020, car elle est soutenue par des élus républicains et démocrates. Le texte étend encore plus la liste des entreprises qui seraient sanctionnées. Au total, plus de 150 prestataires européens de Nord Stream 2 pourraient être concernés. Selon IHS Markit, si la proposition de loi américaine est votée en l'état, il sera pratiquement impossible de terminer le projet. Selon Thierry Bros, professeur à Sciences Po Paris, l'Europe n'avait pas vraiment besoin de cette source de gaz supplémentaire car elle est aujourd'hui bien approvisionnée : l'accord de transit du gaz russe par l'Ukraine a été renouvelé jusqu'en 2024 et les importations de gaz naturel liquéfié battent des records ; de plus, la Commission européenne et de nombreux États-membres, dont la France, veulent réduire la consommation de gaz.
Le 28 août 2020 lors d'une conférence de presse, la chancelière Angela Merkel se prononce pour l'achèvement du gazoduc.
Après qu'Angela Merkel a déclaré le 2 septembre que l'empoisonnement de l'opposant russe Alexeï Navalny était « sans équivoque », son porte-parole Steffen Seibert, interrogé le 7 septembre sur un arrêt possible du chantier Nord Stream 2, indique qu'« il serait erroné d'exclure quoi que ce soit ». Le ministre des Affaires étrangères Heiko Maas avait dit le 6 septembre qu'il espérait que le comportement de la Russie ne conduirait pas à reconsidérer le projet de gazoduc. Le ministre de la Santé chrétien-démocrate Jens Spahn prévient qu'« il n'y a pas de question économique qui puisse finalement être plus importante que les intérêts de l'Allemagne et de l'Europe en termes de politique étrangère et de sécurité ». Annegret Kramp-Karrenbauer, présidente de la CDU, souligne le 6 septembre qu'elle avait toujours dit ne pas porter « ce projet dans [s]on cœur ».
L'autorité de la concurrence polonaise (Urząd Ochrony Konkurencji i Konsumentów (pl) UOKiK) a infligé le 7 octobre 2020 à Gazprom une amende de plus de 29 milliards de zlotys (6,46 milliards d'euros) pour avoir démarré la construction du gazoduc sans son accord. Elle a également sanctionné cinq autres sociétés (dont Engie) qui ont investi dans ce projet ; elle les a sommées de mettre fin à leurs investissements dans Nord Stream 2. Gazprom a immédiatement annoncé son intention de faire appel de l'amende.

##### Critiques des associations de défense de l'environnement
Selon Les Amis de la Terre, organisation créée avec le soutien financier de la compagnie pétrolière américaine ARCO, l'Europe n'a pas besoin de nouvelles sources d'approvisionnement, car la consommation de gaz est amenée à décliner rapidement dans quelques années. En France par exemple, le gouvernement prévoit une chute de plus de 20 % d'ici à 2028. À plus long terme, le biogaz et l'hydrogène doivent peu à peu remplacer le gaz fossile dans l'ensemble de l'Union, qui vise la neutralité carbone en 2050. Les gazoducs existants sont déjà sous-utilisés. Les Amis de la Terre s'oppose donc à Nord Stream 2. Selon Christopher Andrey du cabinet Artelys, qui a publié un rapport sur le sujet pour l'ONG European Climate Foundation, « la sécurité d'approvisionnement n'est pas un vrai sujet ; même si Nord Stream 2 n'entrait pas en service, l'Europe aurait largement assez d'options ». Ce rapport juge beaucoup plus urgent d'investir dans les réseaux électriques pour suivre la montée en puissance de l'éolien et du solaire et dans l'adaptation des réseaux de gaz au transport de l'hydrogène.

##### Nouvelles propositions de Gazprom
La société russe Gazprom propose de construire une usine de grande capacité pour produire de l'hydrogène à faible teneur en carbone[pas clair] à partir du gaz russe au point de sortie des gazoducs Nord Stream et Nord Stream 2. La société envisage également de fournir de l'hydrogène par gazoduc de la Russie à l'Europe avec inversion des flux pour renvoyer le dioxyde de carbone pour son enfouissement et son utilisation. Une société Gazprom hydrogène devrait être créée a déclaré le 1er décembre 2020 le directeur du département économie d'énergie et écologie, Alexandre Ichkov, lors du forum germano-russe sur l'hydrogène. Bien entendu, il y aura une période de transition. Une des options consiste à permettre la pyrolyse du méthane. Selon lui, l'empreinte carbone sera de 1,2-1,6 kg de CO2 par kilogramme d'hydrogène soit presque trois fois moins que la teneur en carbone de l'hydrogène à faible teneur en carbone dans l'Union Européenne. Selon M. Ishkov, Gazprom produit actuellement dans ses installations 360 000 tonnes d'hydrogène par an. À partir de 2021, la société pourrait fournir jusqu'à 10 000 tonnes d'hydrogène aux consommateurs potentiels, à condition que ce consommateur dispose de la technologie pour son transport sous une forme ou une autre qui n'est pas encore présente sous forme liquide.
En Allemagne, un sous-directeur au ministère fédéral de l'environnement, de la protection de la nature et de la sécurité nucléaire de l'Allemagne, Karsten Sach, a noté que la Russie a un grand potentiel pour la production d'hydrogène et a déclaré que North Stream 2 aidera à l'avenir à exporter de l'hydrogène. Le président du comité allemand d'économie orientale Oliver Hermes souligne également ces nouvelles opportunités.
Selon Anna Bodrova, analyste senior chez le courtier Alpari, « il est peu probable que l'idée d'inversion du flux d'hydrogène devienne un tournant dans le projet Nord Stream 2, mais cela aidera à mener le projet à sa conclusion logique. Tout le problème de l'Europe et des États-Unis est qu'ils voient la Russie exclusivement comme un négociant en matières premières. Une usine moderne et de haute technologie contribuera à améliorer la réputation de la Russie et de Gazprom. Cela résoudra-t-il le problème des sanctions ? Bien sûr que non. »

##### Redémarrage reporté
Le 11 décembre 2020, le chantier a repris pour la pose par le navire russe Fortuna d'une section de 2,6 kilomètres de gazoduc en zone économique exclusive allemande.
Les autorités responsables danoises et allemandes donnent leur feu vert à la reprise du chantier le 15 janvier 2021, mais Nord Stream 2 AG annonce un nouveau report, qui pourrait s'expliquer par le retrait, au vu des menaces américaines, du certificateur indépendant norvégien DNV GL et du bureau d'études danois Ramboll au début de 2021, puis, selon l'agence Bloomberg, de l'assureur Zurich Insurance, qui couvrait la construction du gazoduc. Le 18 janvier, le ministère allemand de l'Économie a confirmé que des sanctions américaines contre le Fortuna étaient imminentes. Le projet, soutenu par Angela Merkel et les sociaux-démocrates, est combattu par les Verts et par deux des trois candidats à la présidence de la CDU, Friedrich Merz et Norbert Röttgen.

##### Sanctions décidées contre le navireFortuna
Un porte-parole du ministère allemand de l'économie annonce le 18 janvier 2021 que les États-Unis sanctionnent le navire russe Fortuna. Il ajoute : « Nous prenons note de cette annonce avec regret ». Auparavant, le Handelsblatt avait indiqué que les États-Unis avaient informé les États européens qu'ils allaient imposer à partir du 19 janvier des sanctions contre le Fortuna et son propriétaire, la société russe KVT-RUS. La base des sanctions se trouve dans la législation sur les sanctions récemment durcie par le Congrès américain. Une agence de presse russe remarque que ces sanctions ne seront pas standard étant donné que le navire offre peu de prises aux sanctions vu les changements de propriétaires qui sont intervenus depuis plusieurs mois qui offrent peu de prises aux sanctions américaines classiques.

##### Une solution en vue?
Au début du mois de février 2021 et pour la première fois, les États-Unis signalent qu'ils sont prêts à discuter d'un mécanisme de déconnexion de Nord Stream 2, mais dans des cas extrêmes, ce qui permettrait de ne plus soumettre à des sanctions les entreprises qui participent au projet. Ainsi, si des négociations sont entamées et aboutissent, l'approvisionnement en gaz par le gazoduc actuellement en voie d'achèvement pourrait être interrompu si Moscou tente de faire pression sur l'Ukraine en limitant le transit existant vers l'Europe occidentale à partir de la Russie. Les États-Unis développent aussi l'idée de demander à l'Allemagne d'aider l'Ukraine à développer sa propre infrastructure de gaz et pour le transport de l'hydrogène pour que l'Ukraine reste un acteur important sur le marché du gaz. Selon la nouvelle administration américaine les Allemands doivent proposer des solutions sans quoi le problème de Nord Stream ne pourra pas être réglé. La chancelière allemande Angela Merkel a discuté de ce sujet avec le nouveau président américain Joe Biden, mais le gouvernement allemand n'a pas encore confirmé ces discussions.
En Allemagne les partis d'opposition verts et le FDP demandent au gouvernement fédéral l'arrêt des travaux de construction du gazoduc. Le ministre des Affaires étrangères Heiko Maas (SPD) met toutefois en garde contre les conséquences géostratégiques de l'isolement économique de Moscou : la Russie est de plus en plus poussée à lier des relations économiques étroites avec la Chine. Selon H. Maas, une stratégie des ponts coupés n'est pas seulement erronée mais dangereuse.

##### Le gouvernement Biden poursuit la politique de Trump
AXA, Munich Re et seize autres assureurs ont décidé de ne plus couvrir le projet Nord Stream 2, selon un document que l'administration du président américain Joe Biden a transmis en février 2021 au Congrès. Joe Biden a dit en janvier 2021 qu'il considérait ce projet comme un « mauvais accord » pour l'Europe, et il s'y était déjà opposé lorsqu'il fut le vice-président de Barack Obama. En août 2020, le président Emmanuel Macron avait fait part de ses « réserves ».
Le 18 mars 2021, le chef de la diplomatie américaine, Antony Blinken, confirme la détermination du gouvernement de Joe Biden à respecter la loi promulguée par son prédécesseur Donald Trump pour sanctionner toutes les entités impliquées dans le chantier. Selon Gustav Gressel, chercheur au sein du Conseil européen pour les relations internationales (ECFR), « 80 % de l'Union européenne est contre Nord Stream 2, qui ne respecte même pas le 3e paquet énergie européen ». Selon Joachim Weber, chercheur au Centre d'études avancées sur la sécurité, la stratégie et l'intégration de l'université de Bonn, « l'Allemagne navigue à vue en matière de politique étrangère et se retrouve coincée par un choix qui se réduit à la poursuite ou non de Nord Stream 2. Elle aurait mieux fait d'avoir un débat global avec ses alliés européens sur une politique énergétique commune et les relations que l'UE veut entretenir avec la Russie ».

##### Interruption des travaux dans la zone allemande
La Fédération allemande de protection de la nature (Naturschutzbund Deutschland - NABU) ainsi que l'Association allemande d'aide à l'environnement (de) (DUH) ont déposé plainte devant le tribunal administratif de Hambourg en avril 2021 contre la poursuite de la construction du gazoduc Nord Stream 2. NABU estime que le tracé du gazoduc cause des dommages irréparables à l'environnement marin de la mer Baltique et que plusieurs aires de protection des oiseaux sont également menacées. La plainte concerne un tronçon de 16,5 km dans les eaux allemandes. L'Agence fédérale maritime et hydrographique allemande (BSH) conteste les conclusions des associations écologistes, car le trafic maritime est déjà intense dans la zone et la réserve ornithologique se trouve en périphérie de la zone de pose des tuyaux du gazoduc. Le 3 mai 2021, le porte parole de la BSH rappelle que les plaintes déposées ont un effet suspensif et les navires de poses de tuyaux voient donc leurs activités suspendues dans la zone Allemande jusqu'à la décision du tribunal de Hambourg sur ces plaintes.

##### Levée partielle des sanctions américaines
Le 19 mai 2021, le Secrétaire d'État Antony Blinken remet au Congrès des États-Unis un rapport qui annonce la renonciation aux sanctions contre Nord Stream AG, contre son directeur général allemand Matthias Warnig et quatre autres collaborateurs, au motif que de telles sanctions « auraient eu un impact négatif sur les relations des États-Unis avec l'Allemagne, l'Union européenne et d'autres alliés et partenaires européens ». Des sanctions américaines ne seront plus imposées que contre quatre navires russes poseurs de canalisations et d'autres de soutien logistique. La ministre de la défense allemande Annegret Kramp-Karrenbauer évoque un accord basé sur un compromis à établir rendant l'achèvement et l'utilisation du gazoduc dépendant du comportement de la Russie. Le ministre allemand des Affaires étrangères Heiko Maas parle d'un « pas constructif » dans les relations entre l'Allemagne et les États-Unis. La levée partielle des sanctions devrait également permettre une certaine détente entre les États-Unis et la Russie. Le sénateur républicain Ted Cruz parle avec indignation d'un « Pipeline Biden-Poutine » et le principal représentant républicain au Comité des affaires étrangères du Sénat des États-Unis, Jim Risch, accuse le gouvernement Joe Biden de placer les intérêts allemands et russes au-dessus de ceux des alliés en Europe centrale, orientale et septentrionale,.
L'expert russe Alexeï Fenenko, chargé de cours à l'Université de Moscou (MGU), souligne, dans un article publié par RIA Novosti le 22 mai 2021, que les sanctions américaines sont maintenues et renforcées contre, notamment, 13 navires russes et les Services de sauvetages en mer russes. Elles donnent les moyens juridiques aux plus proches alliés des États-Unis dans la Baltique d'interdire l'accès de ces navires à leurs ports européens. Cette interdiction rendra plus compliquée la conclusion de contrats par les propriétaires de ces navires avec des entreprises européennes. Les sanctions peuvent ainsi encore influer négativement sur le cours des opérations de pose du gazoduc.

##### Accord entre l'Allemagne et les États-Unis
Le département d'État des États-Unis annonce le 21 juillet 2021 qu'un accord a été trouvé avec l'Allemagne afin de neutraliser la dimension géopolitique du gazoduc Nord Stream 2 : les États-Unis lèvent leur veto à l'achèvement du gazoduc en échange d'un soutien déterminé à l'Ukraine pour la prolongation de dix ans de son contrat avec Moscou comme pays de transit du gaz russe. Selon l'agence Bloomberg, Washington et Berlin seraient prêts à mobiliser conjointement un milliard de dollars pour un « fonds vert » destiné à développer les énergies renouvelables en Ukraine afin d'en faire un fournisseur d'hydrogène. Le vice-président de la commission européenne, Maros Sefcovic, a en outre annoncé une alliance sur les matières premières et les batteries avec Kiev. Sur les 30 matières premières critiques pour la souveraineté de l'UE, 21 se trouvent en Ukraine, notamment le lithium, le cobalt, le titane et les terres rares.
Le parti Alliance 90/Les Verts a vivement critiqué l'annonce de l'accord à propos de Nord stream 2 entre les États-Unis et l'Allemagne transmise par Victoria Nuland sous-secrétaire d'État pour les Affaires politiques (en) le 21 juillet 2021 : « Le pipeline reste un pari contre la protection du climat, un fossile de l'Europe et un co-financier du Kremlin. », a tweeté le porte-parole des verts en matière de politique étrangère, Omid Nouripour. « C'est pourquoi nous, les Verts, continuerons à nous battre pour l'empêcher. »

##### Nomination d'un conseiller en sécurité énergétique américain
Le Secrétaire d'État des États-Unis Antony Blinken nomme au début août 2021 un haut conseiller en sécurité énergétique chargé de « réduire les risques » du gazoduc Nord Stream 2 : le diplomate américain Amos Hochstein, qui devra s'efforcer d'aider l'Ukraine et les pays de l'est de l'OTAN et de l'UE à trouver un avenir énergétique plus sûr et plus durable. Né en Israël, Hochstein est connu pour son attitude critique envers la Russie. En juillet 2021, Berlin et Washington avaient annoncé une avancée dans le conflit à propos du gazoduc germano-russe : l'Allemagne s'engage, entre autres, à utiliser toutes ses possibilités d'influence pour permettre une prolongation de dix ans de l'accord de transit de gaz de l'Ukraine avec la Russie, qui expire en 2024. L'Ukraine, de son côté, espère que le gazoduc ukrainien sera utilisé à l'avenir pour la livraison d'hydrogène vert à l'UE, par exemple dans le cadre d'un « accord vert » européen, selon l'ambassadeur d'Ukraine en Allemagne M. Melnyk. L'Ukraine attend maintenant de l'Allemagne des investissements considérables pour moderniser son économie énergétique et compenser les pertes dues à Nord Stream 2.

##### Opposition américaine persistante
Le 20 août 2021, le Secrétaire d'État Antony Blinken annonce de nouvelles sanctions à Nord Stream 2 : deux personnes ou entités russes citées par le dernier rapport du Congrès américain et un navire participant à Nord Stream 2 sont visés par ces sanctions. Blinken souligne que les nouvelles mesures s'inscrivent dans une « opposition persistante » du gouvernement américain au gazoduc, malgré la percée annoncée en juillet par les gouvernements fédéraux allemand et américain dans le conflit sur Nord Stream 2.
Le gouvernement américain a reconnu qu'il ne serait plus en mesure d'empêcher l'achèvement du gazoduc.
Antony Blinken précise que, même si le gouvernement américain continue à s'opposer à Nord Stream 2, il collaborera avec l'Allemagne et d'autres alliés pour réduire les risques encourus par l'Ukraine et d'autres États du fait de ce gazoduc.

#### Décision du tribunal de Düsseldorf du25 août 2021
L'Oberlandesgericht (OLG) de Düsseldorf décide le 25 août 2021 que, le gazoduc Nord Stream n'ayant pas été terminé à la date limite du 23 mai 2019, il ne peut être exempté des règles de l'Union européenne en la matière, étendues aux pays tiers. Cette décision peut encore être contestée devant la Cour fédérale allemande. Par ailleurs, les opérateurs de Nord Stream tentent de contester la directive devant la Cour de justice de l'Union européenne et s'affirment « indûment discriminés ». Les trois conditions essentielles posées par la législation de l'Union européenne sont :
- d'autres fournisseurs doivent pouvoir accéder au gazoduc ;
- le prix du gaz doit être celui autorisé par l'agence de réseau de l'UE ;
- la gestion du gazoduc doit être séparée entre, d'une part, la stricte exploitation et, d'autre part, la fourniture de gaz elle-même.

Les deux premières conditions sont souvent considérées comme de pures formalités, selon le Frankfurter Allgemeine Zeitung. Quant à la troisième, seuls les 54 derniers kilomètres sur le total de 1 200 km traversent le territoire allemand et sont soumis aux règles de l'UE. Mais la Commission européenne considère que le dernier tronçon ne peut être alimenté seulement sur 54 km, mais bien à partir du point de départ en Russie.
Pour satisfaire aux exigences de séparation, Nord Stream a déposé en juin 2021 une demande de « certification en tant que gestionnaire de réseau de transport indépendant » auprès de l'Agence fédérale des réseaux, qui dispose de quatre mois pour vérifier la demande. En principe, l'autorité de Bonn semble prête à autoriser cette construction juridique ; par contre, pour la Commission, il n'y a aucun moyen de vendre le gazoduc isolément et donc de satisfaire aux conditions de l'UE. Par ailleurs, l'Agence fédérale des réseaux ne peut délivrer la certification que si le ministère de l'économie allemand considère que le gazoduc ne représente pas un danger pour la sécurité énergétique de l'Allemagne et de l'UE. Le ministère doit prendre sa décision dans les trois mois et « il pourrait être important pour Nord Stream que sa décision tombe avant les élections fédérales. Après celles-ci, les partis verts allemands, tous hostiles au projet Nord Stream, pourraient influencer la donne. » Le Frankfurter Allgemeine Zeitung estime plausible que le gazoduc fournisse du gaz avant l'obtention de la certification auprès de l'Agence fédérale des réseaux, ou encore, malgré le refus du ministère fédéral de l'économie : « dans le pire des cas il y aurait des amendes et l'obligation de vendre le gazoduc à un autre opérateur certifié. »

#### Achèvement des travaux et remplissage des conduits
Le 10 septembre 2021, Gazprom annonce l'achèvement de la construction du gazoduc Nord Stream 2.
Le 4 octobre 2021, Gazprom a commencé à remplir de gaz la première chaîne du gazoduc Nord Stream 2. L'opérateur du projet a pu effectuer la certification technique du gazoduc malgré les sanctions officiellement maintenues par les États-Unis. Mais pour commencer les livraisons, Nord Stream 2 AG doit encore être certifié en tant qu'« opérateur indépendant », et cette procédure pourrait être retardée jusqu'au printemps 2022. Cependant, selon les experts, il n'est pas exclu que le régulateur allemand puisse délivrer au projet une autorisation temporaire de livraison, compte tenu de la pénurie de gaz en Europe. La date du début du raccordement dans le système de transport européen n'est pas encore connue. À défaut d'obtenir la certification d'« opérateur indépendant », le gazoduc ne pourra être utilisé qu'à 50 %. L'Agence fédérale des réseaux (Bundesnetzagentur) a reçu des documents pour cette certification, mais leur examen peut prendre jusqu'à quatre mois, après quoi, la Commission européenne pourra encore négocier au moins pour la même durée. Selon le directeur d'Uniper, un des financiers du projet, compte tenu des délais de certification, « cet hiver, le gazoduc ne nous aidera pas ».

#### Procédures d'approbation
Le 26 octobre 2021, Amos Hochstein, le diplomate chargé de mettre en œuvre l'accord passé entre les États-Unis et l'Allemagne pour encadrer la mise en route de Nord Stream 2, explique qu'il faudra attendre jusqu'au 8 janvier pour que les régulateurs examinent l'accord, puis deux mois encore pour obtenir l'approbation de la Commission européenne, de sorte que Nord Stream 2 ne sera pas disponible avant mars 2022. Il estime que la Russie devrait augmenter sa production et la faire transiter rapidement à travers les gazoducs existants.
Le 16 novembre 2021, l'Agence fédérale allemande des réseaux annonce qu'elle suspend temporairement sa procédure d'approbation de Nord Stream 2, qui « n'est possible que si l'opérateur est organisé sous une forme juridique de droit allemand » respectueuse de la directive européenne sur le gaz. Celle-ci exige que l'exploitation d'un gazoduc et la distribution du gaz transporté soient séparées, ce qui n'est pas le cas pour Nord Stream 2. Cette décision devrait reporter au mois de mai 2022 au plus tôt la mise en route du gazoduc. En Allemagne, les Verts et le FDP se sont félicités de la décision de l'Agence fédérale des réseaux.

#### Outil pour dissuader la Russie d'attaquer l'Ukraine
Marcel Fratzscher, président de l'Institut de recherche économique allemand (DIW), déclare en décembre 2021 qu'alors que la Russie menace militairement l'Ukraine, « mon intuition pour le moment est que cet oléoduc ne décollera pas, qu'il sera bloqué définitivement ». Le conseiller américain à la sécurité nationale Jake Sullivan déclare le 7 décembre 2021 que les États-Unis sont prêts à utiliser le gazoduc Nord Stream 2 comme « levier » pour dissuader Moscou d'attaquer l'Ukraine : « Si Vladimir Poutine veut que le futur Nord Stream 2 transporte du gaz, il ne prendra peut-être pas le risque d'envahir l'Ukraine », une ligne réaffirmée le même jour par Joe Biden lors de son entretien par visioconférence avec le chef du Kremlin. Le nouveau chancelier Olaf Scholz déclare le lendemain : « Nous voulons que l'inviolabilité des frontières soit respectée par tous, chacun comprend que cela aurait des conséquences si tel ne devait pas être le cas ». Annalena Baerbock a plusieurs fois marqué sans ambiguïté son opposition à Nord Stream 2 et le vice-chancelier et nouveau ministre de l'Économie et de l'Écologie, Robert Habeck, a souligné le 7 décembre que Nord Stream 2 n'avait pour l'instant reçu aucune autorisation.
Le 6 février 2022, lors d'une conférence de presse conjointe avec le Chancelier fédéral d'Allemagne Olaf Scholz, le président américain Joe Biden avertit : « Si la Russie envahit à nouveau, il n'y aura plus de Nordstream 2. Nous y mettrons fin ». Questionné sur la manière dont cela se ferait, il répond : « Je vous promets que nous serons capables de le faire ».
Le 22 février 2022, à la suite de la reconnaissance par la Russie de l'indépendance de deux républiques autoproclamées en Ukraine, le chancelier Olaf Scholz suspend le processus de certification du projet de gazoduc.

#### Faillite de Nord Stream 2 SA
Le 1er mars 2022, Nord Stream 2 SA annonce le licenciement de tout son personnel et dépose son bilan, à la suite des sanctions décidées par l'Allemagne, l'Union européenne et les États-Unis en réaction à l'invasion de l'Ukraine par la Russie. Engie est créancier de Nord Stream 2 SA sous la forme d'un prêt de l'ordre d'un milliard d'euros ; son titre a chuté de plus de 13 % à la Bourse de Paris.

#### Arrêt de Nord Stream 1
Le 2 septembre 2022, Gazprom annonce, après plusieurs réductions et interruptions du transit pendant l'été, le report sine die du redémarrage du gazoduc Nord Stream 1.

#### Avenir de Nord Stream
Selon Gazprom, il est techniquement possible de réparer les lignes rompues, mais selon deux sources proches du dossier, Moscou voit peu de chances que les relations avec l'Occident s'améliorent suffisamment dans un avenir prochain pour que les pipelines soient nécessaires. Une source russe déclare que la Russie considère le projet comme « enterré ». D'autres estiment que, même s'il n'était pas prévu de réparer les pipelines rompus, ils seraient conservés pour une éventuelle réactivation à l'avenir. Pour cela, des travaux devront être entrepris pour sceller les extrémités rompues et mettre un revêtement contre la corrosion de l'eau de mer.

## Galerie

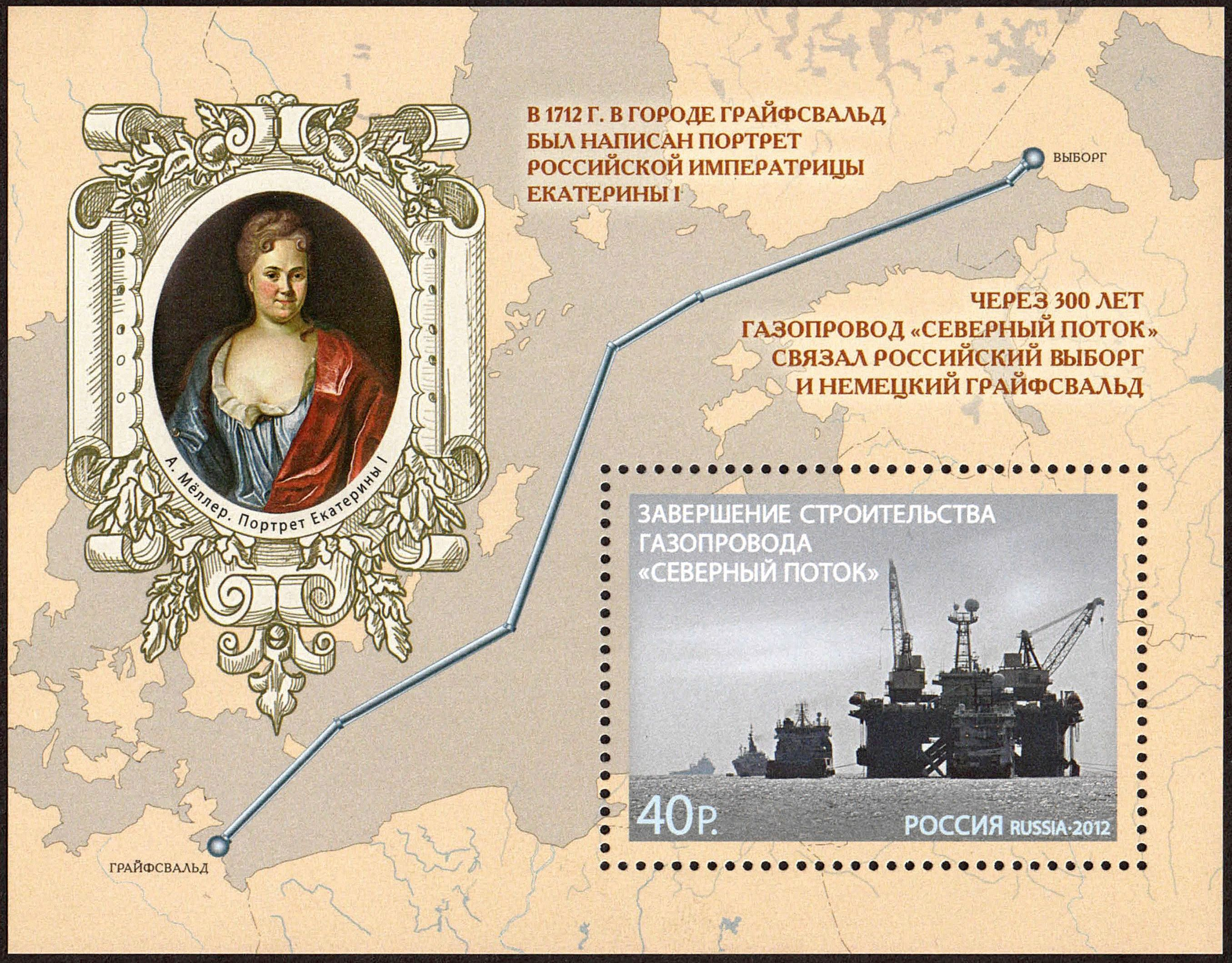
Timbre postal pour l'achèvement de la construction du gazoduc Nord Stream 1.
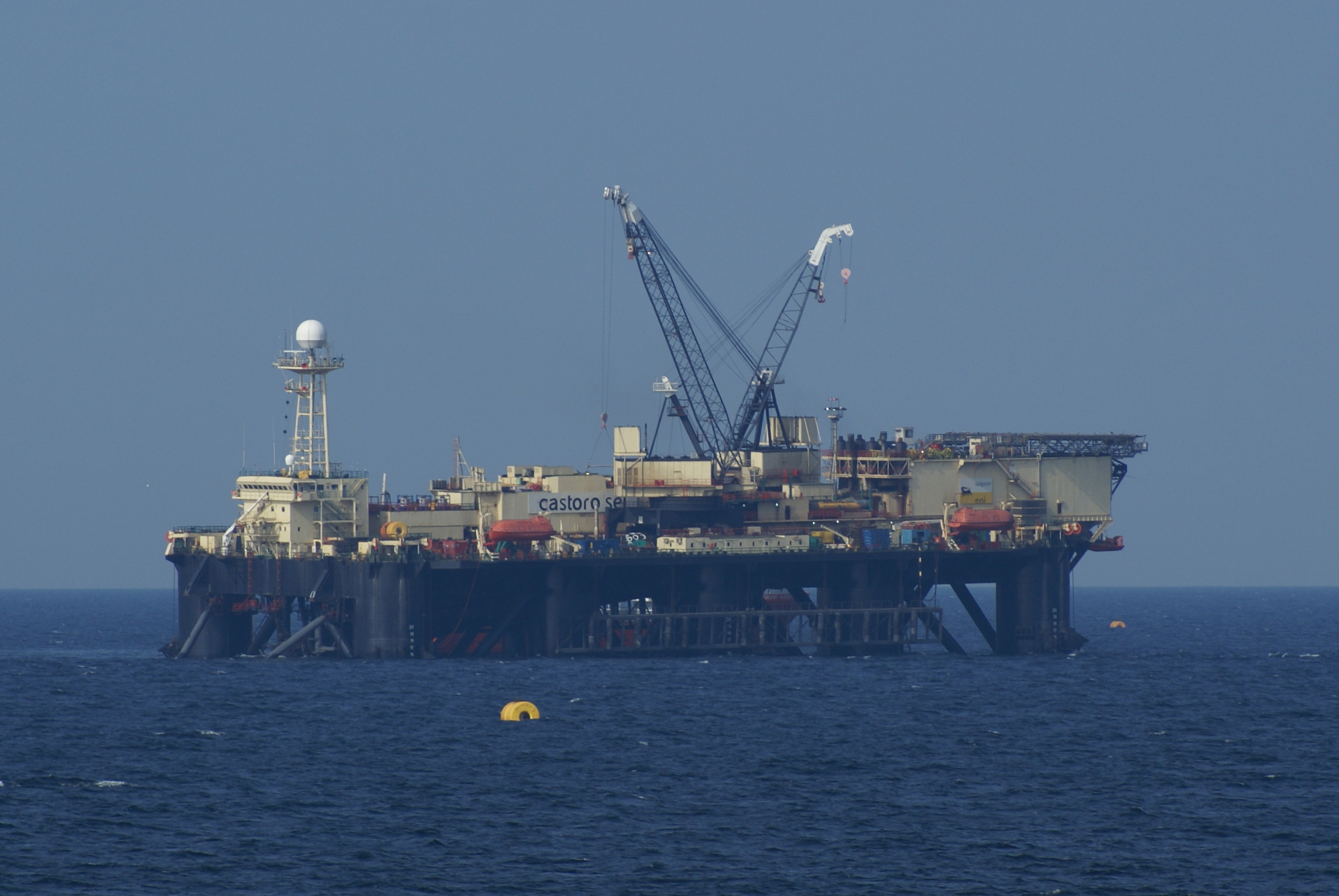
Le Castoro Sei en mer Baltique au sud-est de Gotland lors de la pose de tuyaux pour le Nord Stream 1.
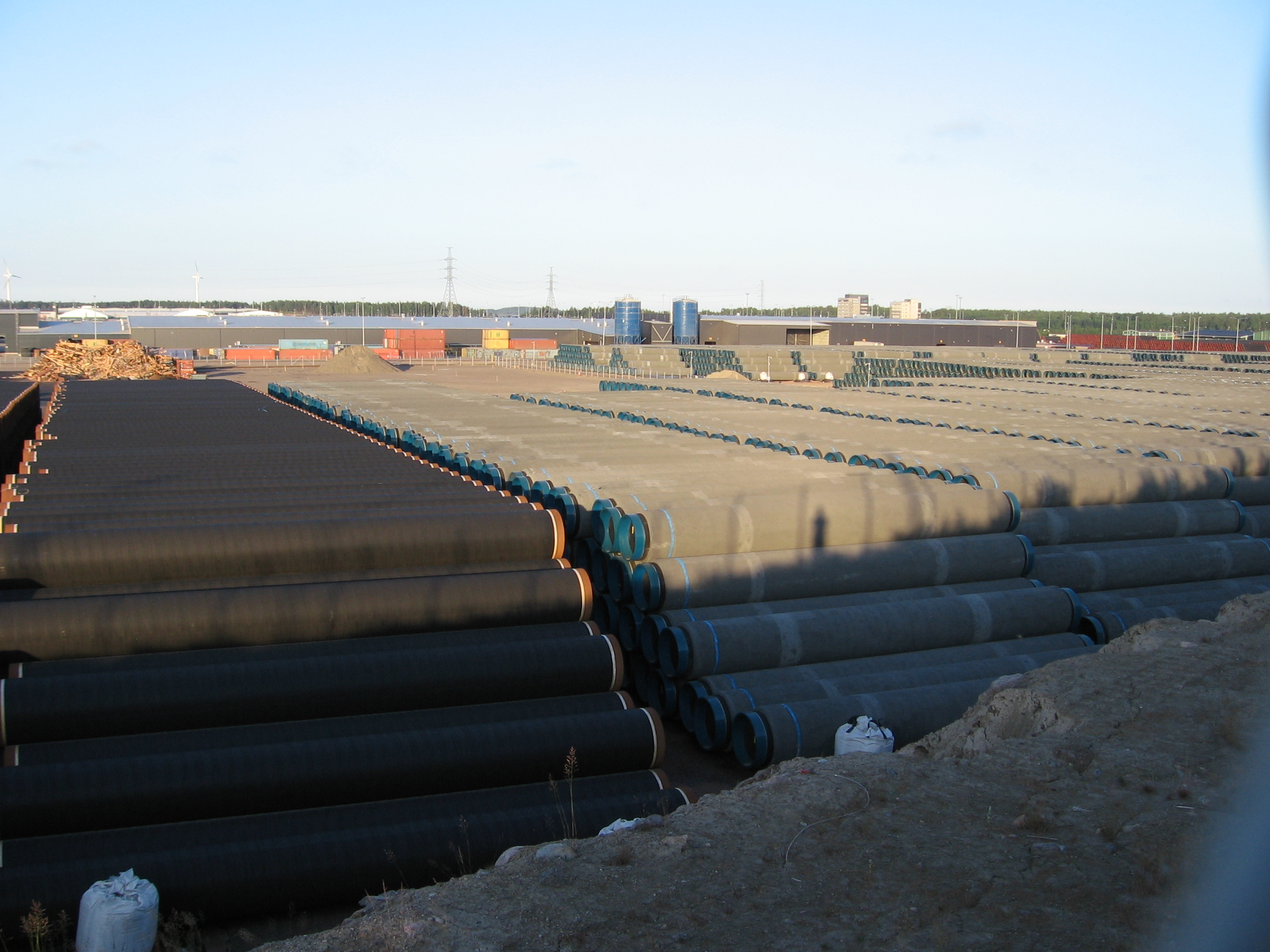
Tuyaux du gazoduc Nord Stream 1 stockés à Kotka dans la zone portuaire de Mussalo.
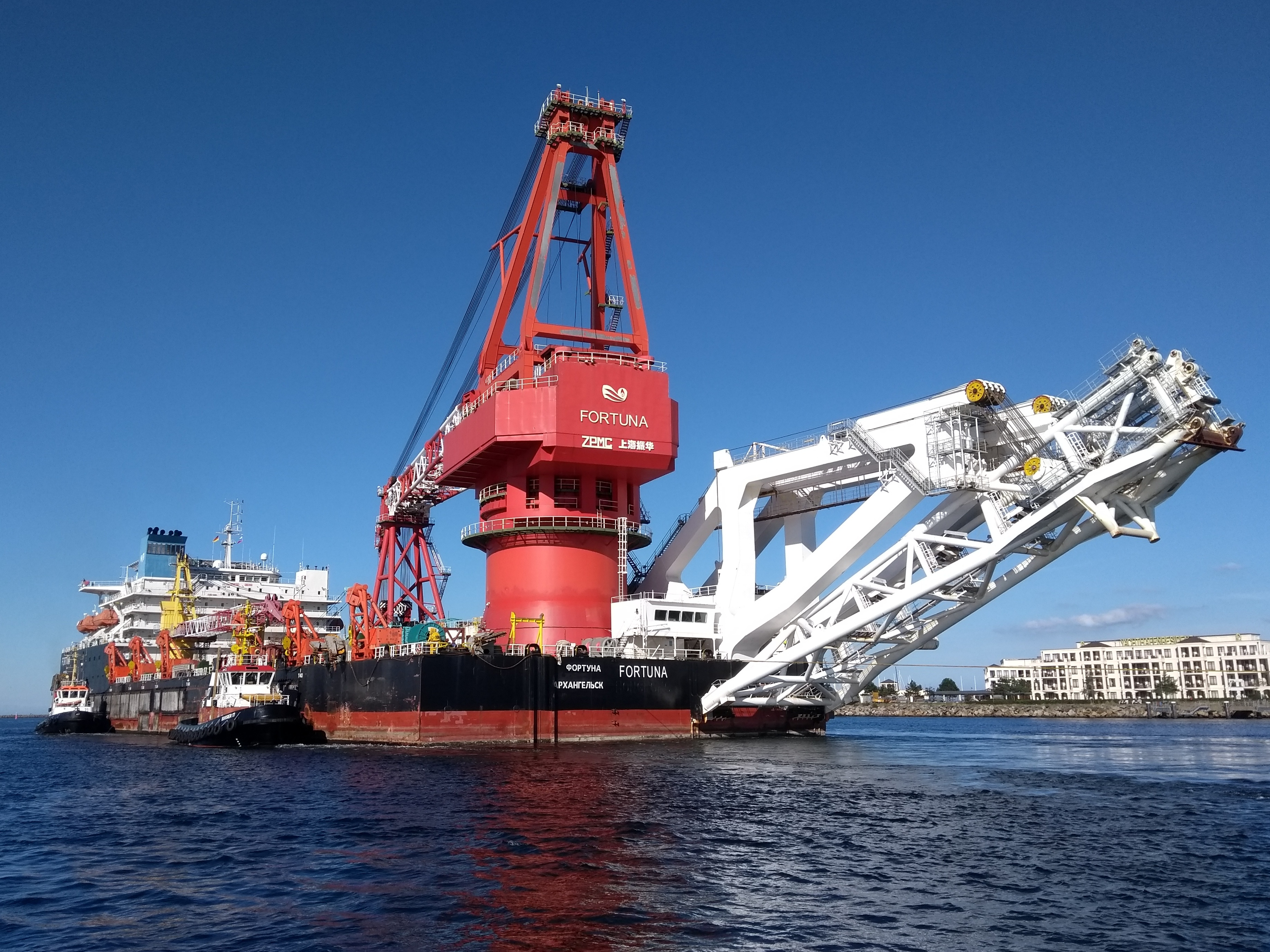
Nord Stream 2: Le Fortuna près de Rostock à Warnemünde le 29 septembre 2020.